# Ludwik I Wirtemberski-Urach
Ludwik I Wirtemberski (ur. 31 października 1412, zm. 23 września 1450 Urach) – hrabia Wirtembergii, hrabia Wirtembergii-Urach.
Syn Eberharda IV i Henrietty. W chwili śmierci ojca miał 7 lat, w związku z czym do uzyskania przez niego pełnoletniości w imieniu jego i jego brata, Ulryka, rządziła matka i rada. W 1426 roku stał się pełnoletni i zaczął samodzielnie rządzić. W 1433 roku pełnoletniość osiągnął jego brat, w związku z czym bracia rządzili wspólnie.
25 stycznia 1442 roku podpisali porozumienie, na mocy którego Wirtembergia została podzielona na dwie części. Ludwik otrzymał tereny Urach składające się z zachodnich i południowych terenów Wirtembergii. W Bad Urach wybudował dla siebie rezydencję.
21 października 1436 roku odbył się w Stuttgarcie ślub Ludwika z Matyldą Wittelsbach, córką Ludwika III (elektora Palatynatu Reńskiego) i Matyldy Sabaudzkiej. Para doczekała się pięciorga dzieci:
- Matylda (1436–1495) – żona landgrafa Hesji Ludwika II
- Ludwik (1439–1457) – hrabia Wirtembergii-Urach
- Andrzej (1443)
- Eberhard (1445–1496) – hrabia Wirtembergii-Urach, hrabia Wirtembergii, książę Wirtembergii
- Elżbieta (1447–1505) – żona hrabiego Jana II Nassau-Weilburg, oraz Henryka, hrabiego Stolberg.